# Abd-ar-Rahman (nom)
Abd-ar-Rahman és un nom masculí teòfor àrab islàmic (àrab: عبد الرحمن, ʿAbd ar-Raḥmān) que literalment significa ‘Servidor del Compassiu’, essent «el Compassiu» un dels epítets de Déu. Si bé Abd-ar-Rahman és la transcripció normativa en català del nom en àrab clàssic, també se'l pot trobar transcrit Abderraman, Abderrahman, Abdurrahman, Abd al-Rahman, Abd ar-Rahman, Abd-al-Rahman... normalment per influència de la pronunciació dialectal o seguint altres criteris de transliteració. Com a teòfor, també el duen molts musulmans no arabòfons que l'han adaptat a les característiques fòniques i gràfiques de la seva llengua: en bahasa indonesia, Abdurrahman; en bosnià, Abdurahman; en kurd, Ebdûrrehman; en turc, Abdurrahman.
Vegeu aquí personatges que duen aquest nom.